# Alan Rendall
Alan Rendall (* 18. Juli 1963 in Kirkwall) ist ein britischer Mathematiker und mathematischer Physiker.

## Leben
Rendall studierte Mathematik an der University of Aberdeen mit dem Bachelor-Abschluss 1984 und wurde dort 1987 bei G. S. Hall in Mathematik promoviert (Some aspects of curvature in general relativity).  Als Post-Doktorand war er am Max-Planck-Institut für Astrophysik in Garching bei München (und 1992 Visiting Assistant Professor an der Syracuse University). 1994/95 forschte er am IHES. Von 1995 bis 2013 war er am Max-Planck-Institut für Gravitationsphysik in Golm bei Potsdam tätig.
Neben der Gravitation (Allgemeine Relativitätstheorie) im Rahmen der geometrischen Analysis und der Theorie partieller Differentialgleichungen widmete er sich später der mathematischen Biologie.
Er befasst sich auch mit mathematischen Modellen des Immunsystems.
2000 habilitierte er sich an der TU Berlin (Globale Eigenschaften von Lösungen der Einsteingleichungen mit Materie) und war danach dort Privatdozent.
Seit 2013 ist er Professor für Analysis an der Johannes Gutenberg-Universität Mainz.

## Auszeichnungen
1997 erhielt er den Whittaker-Preis.

## Schriften
- Theorems on Existence and Global Dynamics for the Einstein Equations, Living Reviews in Relativity 8, 2005, 6, Online
- Partial Differential Equations in General Relativity, Oxford University Press 2008